# 費凡島
費凡島是西太平洋島國密克羅尼西亞聯邦的島嶼，屬於加羅林群島的一部分，由楚克負責管轄，面積13.2平方公里，最高點海拔高度298米，2008年人口約4,047。

## 外部連結
- Directory of the islands of Micronesia （页面存档备份，存于）

07°20.41′N 151°50.31′E / 7.34017°N 151.83850°E